# 戶田忠盈
戶田忠盈（日语：／ Toda Tadamitsu，1730年7月16日—1781年9月16日）是日本江戶時代中期大名，歷任下野宇都宮藩第3代藩主和肥前島原藩初代藩主，宇都宮藩戶田氏第6代。

## 生涯
享保15年6月2日（1730年7月16日），忠盈作為下野宇都宮藩第2代藩主戶田忠余的次子在江戶的屋敷出生。忠盈之父忠余原本將自己養父戶田忠真的六子戶田忠久收為養子，但是忠久在享保13年（1728年）8月8日便死去，而忠盈的親兄秋元喬求亦早已成為秋元氏的養子，因此忠盈成為戶田氏的繼承人。延享元年（1744年）12月16日，忠盈獲朝廷任命為從五位下日向守。延享3年（1746年），忠余死去，忠盈便接任家督，成為宇都宮藩的第3代藩主。
忠盈有感宇都宮百姓人心渙散，便在延享5年（1748年）於領內頒佈「御教條之趣」，讓領民跟從。對此，忠盈未有人懲罰散漫的領民，而是通過心和孝行等來改變他們。
寬延2年（1749年）7月23日，忠盈被移封至肥前島原藩。然而由於體弱多病，忠盈在寶曆4年（1754年）7月25日，年僅25歲之時，以患病為由將家督之位讓給養子同時是其弟的戶田忠寬，並且在江戶渡過餘生，在天明元年（1781年）7月28日死去，享年52歲。